# 聖胡斯托縣 (聖大非省)

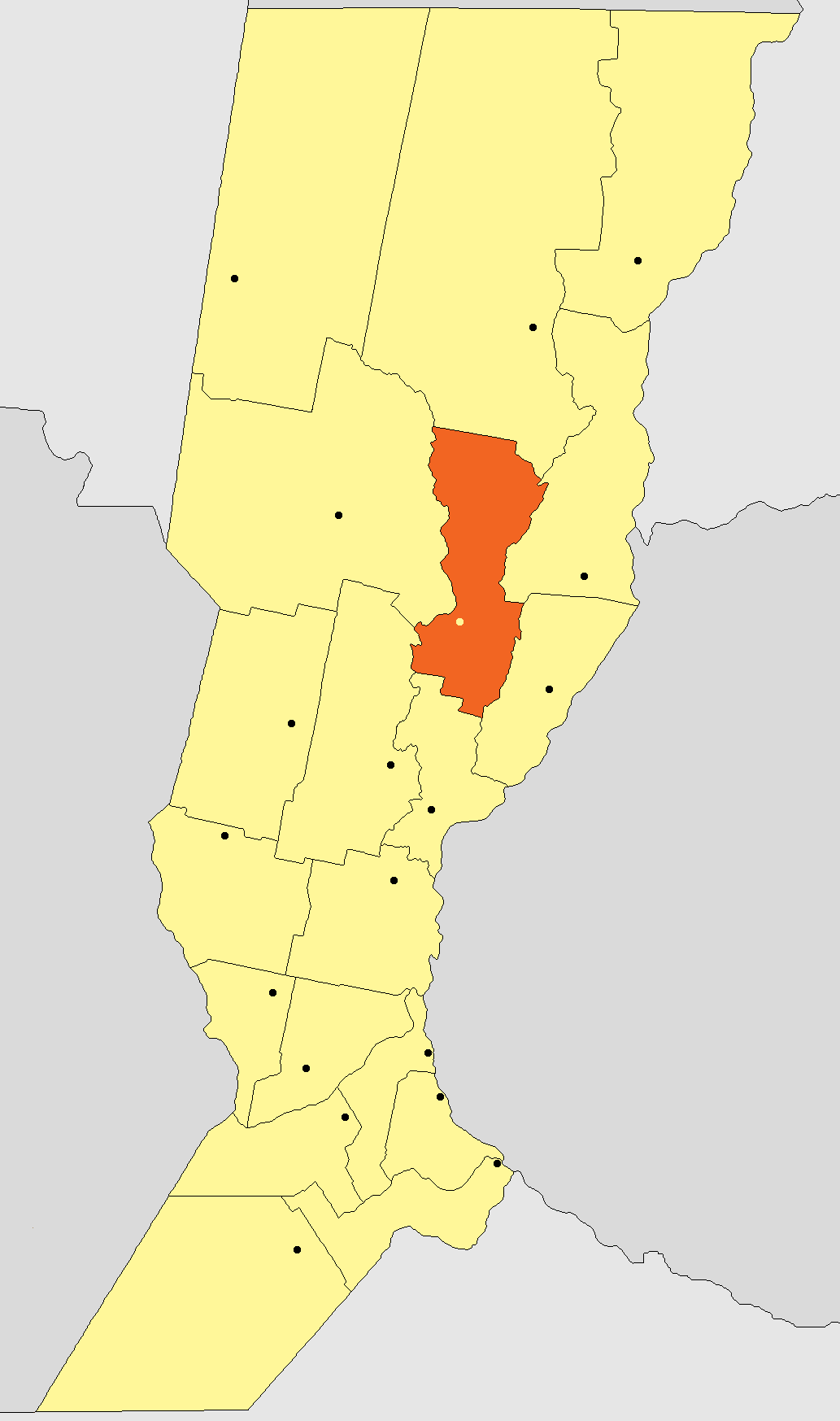

30°47′S 60°35′W / 30.783°S 60.583°W
聖胡斯托縣（西班牙語：Departamento San Justo）是阿根廷的縣份，位於該國東北部聖大非省，首府設於聖胡斯托，面積5,575平方公里，2010年人口40,904，人口密度每平方公里7.34人。